# Plectonchus coronatus
Plectonchus coronatus is een rondwormensoort. De wetenschappelijke naam van de soort is voor het eerst geldig gepubliceerd in 1930 door Fuchs.